# Tự Đắc Huệ Huy
Tự Đắc Huệ Huy (zh. 自得慧暉, ja. Jitoku Eki, 1097-1183) là một Thiền sư Trung Quốc đời Tống. Sư nối pháp Thiền sư Hoằng Trí Chính Giác, thuộc phái Hoằng Trí, Tào Động tông. Đệ tử nối pháp của sư có Thiền sư Minh Cực Huệ Tộ, Tuyết Đậu Đức Vân, Trượng Tích Sùng Kiên và Tuyết Đậu Văn Hoán.

## Tiểu sử
Sư họ Trương, quê ở Thượng Ngu, Cối Kê, tỉnh Triết Giang. Lúc nhỏ, sư xuất gia rồi thọ giới cụ túc với Thiền sư Trừng Chiếu Đạo Ngưng.
Năm 20 tuổi, sư yết kiến Thiền sư Chân Yết Thanh Liễu ở Trường Lô Tự.
Sau, sư đến tham vấn Thiền sư Hoằng Trí Chính Giác rồi ngộ đạo và được Thiền sư Hoằng Trí ấn khả. Cơ duyên ngộ đạo của sư như sau:
Sư đến yết kiến Hoằng Trí, Trí nhắc: "Chính trong sáng có tối, chẳng dùng tối gặp nhau, chính trong tối có sáng, chẳng dùng sáng thấy nhau" để hỏi sư. Tuy nhiên sư chẳng khế hội. Hôm sau, Sư đến trước tượng Thánh tăng định thắp hương, mà Hoằng Trí cũng vừa đến. Sư trông thấy Hoằng Trí liền ngộ được công án trước hôm trước của Hoằng Trí. Hôm khác, Sư vào thất. Hoằng Trí nhắc: "Than ôi! Ngày trước mặt như ngọc, lại than! Xoay về râu tợ sương." để hỏi sư. Sư đáp: "Kia vào ly, kia ra vi." Từ đây, sư hỏi đáp không ngại.
Vào năm thứ 7 (1137) niên hiệu Thiệu Định, sư khai mở đạo tràng thuyết pháp ở Bổ Đà. Sư cũng từng trụ trì tại các chùa khác như: Vạn Thọ tự, Cát Tường tự, Tuyết Đậu Thiền tự...
Đến năm thứ 3 (1176) niên hiệu Thuần Hy, sư được cử đến trụ trì tại Tịnh Từ Tự (zh. 淨慈寺) ở Lâm An, nhưng 4 năm sau thì sư lại trở về Tuyết Đậu Tự.
Sư có để lại công án nổi tiếng liên quan đến Động Sơn Ngũ Vị:
Có vị tăng hỏi sư: "Thế nào là chính trung thiên?"
Sư đáp: "Đêm qua canh ba sao đầy trời."
Tăng hỏi: "Thế nào là thiên trung chính?"
Sư đáp: "Mây trắng trùm đầu núi, trọn chẳng bày ngất cao."
Tăng hỏi: "Thế nào là chính trung lai?"
Sư đáp: "Chớ gọi cá kình không lông cánh, ngày nay chính từ đường chim sang."
Tăng hỏi: "Thế nào là kiêm trung chí?"
Sư đáp: "Ứng không dấu, dụng không vết."
Tăng hỏi: "Thế nào là kiêm trung đáo?"
Sư đáp: "Người đá chiếc áo rách, quả đất không người may."
Ngày 29 tháng 11 năm thứ 10 (1183) niên hiệu Thuần Hy, lúc nửa đêm, sư tắm gội xong rồi ngồi kiết-già mà tịch, hưởng thọ 87 tuổi đời, 75 năm hạ lạp. Vua ban hiệu là Tự Đắc Thiền Sư (zh. 自得禪師). Đệ tử đem nhục thân sư nhập bảo tháp nằm bên hữu gần tháp mộ của Thiền sư Tuyết Đậu Trọng Hiển.
Sư có để lại bộ Linh Trúc Tịnh Từ Tự Đắc Thiền Sư Ngữ Lục gồm 6 quyển.